# Франтішек Райторал
Франтішек Райторал (чеськ. František Rajtoral; 12 березня 1986, Пршибрам — 23 квітня 2017, Газіантеп) — чеський футболіст, що грав на позиції правого захисника.
Грав у складі національної збірної Чехії. Чотириразовий чемпіон Чехії.

## Клубна кар'єра
Вихованець футбольної школи місцевого клубу «Марила» (Пршибрам). Дорослу футбольну кар'єру розпочав 2004 року в основній команді того ж клубу, в якій провів один сезон, взявши участь у 15 матчах чемпіонату.
Своєю грою за цю команду привернув увагу представників тренерського штабу клубу «Банік», до складу якого приєднався 2005 року. Відіграв за команду з Острави наступні чотири сезони своєї ігрової кар'єри. Більшість часу, проведеного у складі «Баніка», був основним гравцем команди.
До складу «Вікторії» (Пльзень) приєднався 2009 року, відразу ставши основним гравцем на правому фланзі команди. Першу половину 2014 року провів у Німеччині, де на умовах оренди грав за «Ганновер 96», який по завершенні терміну оренди вирішив відмовитися від права укласти з гравцем повноцінний контракт, і Франтішек повернувся до «Вікторії», де відіграв ще два роки.
2016 року перейшов до турецького «Газіантепспора». 23 квітня 2017 року не з'явився на тренуванні команді і пізніше того ж дня був знайдений повішеним у своєму помешканні в Газіантепі. Причиною смерті було названо самогубство.

## Виступи за збірні
2004 року дебютував у складі юнацької збірної Чехії, взяв участь у 15 іграх на юнацькому рівні, відзначившись 1 забитими голами.
Протягом 2006—2008 років залучався до складу молодіжної збірної Чехії. На молодіжному рівні також зіграв у 15 офіційних матчах, забив 1 гол.
29 лютого 2012 року дебютував в офіційних матчах у складі національної збірної Чехії товариською грою проти збірної Ірландії. Наприкінці травня того ж року гравця, що мав в активі лише дві гри за національну збірну, було включено до її заявки для участі у фінальній частині чемпіонату Європи 2012 року. Загалом до 2014 року провів 14 матчів у формі національної команди.

## Досягнення
- Чемпіон Чехії:

«Вікторія» (Пльзень): 2010-11, 2012-13, 2014-15, 2015-16
- Володар Кубка Чехії:

«Вікторія» (Пльзень): 2009-10
- Володар Суперкубка Чехії:

«Вікторія» (Пльзень): 2011, 2015